# شانون كيث
شانون كيث (بالإنجليزية: Shannon Keith)‏ هي محامية أمريكية، ولدت في القرن العشرين.